# 市野龍一
市野 龍一（いちの りゅういち、1962年10月29日 - ）は日本の映画監督・演出家。兵庫県西宮市出身。

## 経歴
1985年 上智大学文学部社会学科卒業。
1986年 横浜放送映画専門学院（現・日本映画大学）10期映像科松本録音ゼミ卒業。
1990年 TBSのテレビドラマ『はいすくーる落書2』にて監督デビュー。同年、オフィス・トゥー・ワンと契約、情報系などテレビ番組のディレクターとして活動。
1998年 フリーランスとなり、ドラマ・映画に活動の軸足を移す。
1999年 『ウルトラマンガイア』で円谷プロダクション製作の特撮ドラマに参加。元々は別の監督が参加する予定であったがスケジュールの都合がつかなかったため、ラインプロデューサーの小山信行に代打として起用され、以後『ブースカ!ブースカ!!』や『ウルトラマンコスモス』にも参加した。『ウルトラマンコスモス』第36話「妖怪の山」に、ヤマワラワに驚く運送業者役として、
カメオ出演している（クレジット表記あり）他、ドラマやPVなどの出演も多い。
2003年 ライブドア堀江貴文（ホリエモン）製作総指揮のネットシネマに、立ち上げ時より参加。初の長編映画作品『うさぎのもちつき』は好評を得て続編『2』も製作、後にBS-TBSで連続ドラマ化された。
2005年 『超星艦隊セイザーX』参加以降、『風魔の小次郎』『RHプラス』『東京ゴーストトリップ』『俺たちは天使だ！No Angel No Luck』とゼネラルエンタテイメント製作のアクション系ドラマを担当。
2009年 DVDシネマ『首都圏からやや外れた海岸物語〜早春、少女と地引き網』を発表。
2010年よりNHK海外放送（NHKワールド）の番組のプロデュース・構成・撮影・演出を手掛ける。また、しがらみ屋台名義の舞台作演出、特技のダイビングを生かした水中撮影など、ジャンルを問わず手掛ける。
2012年末には、ドラマで度々タッグを組んできた俳優・赤星昇一郎と共に、下北沢にマッチボックスシアター Reading Cafe ピカイチを旗揚げ、副長として店内ライブ&イベント&映像のコンテンツプロデュースを手掛け、俳優ワークショップも行う。
2013年からは、FREE（S）プロデュース舞台『ドキュメン？』『マルナゲドン』シリーズなどで作・演出を手掛ける。
2014年より『ぱちんこウルトラバトル烈伝』などCR台の実写パート映像監督を務める。
2015年 ワンオペで撮影・編集・監督を手掛けた自主映画『てまえみそ』『ピカゼロ』を発表。
2016年 『ウルトラマンオーブ』で15年ぶりにウルトラマンテレビシリーズに復帰、特技監督デビューを果たす。
2017年 『ウルトラマンジード』、2018年『ウルトラマンR/B』とシリーズ監督を務める。
2019年 『ウルトラマンタイガ』でウルトラシリーズ初のメイン監督を務める。
2020年 『劇場版 ウルトラマンタイガ ニュージェネクライマックス』で商業映画デビュー。
2021年 自ら原作・脚本・監督を手掛ける配信連続SFドラマ『Angel Sync 333』をしがらみ屋台にて自主製作。
2025年『ウルトラマンオメガ』でウルトラシリーズに復帰。

## 主な作品

### 映画
- 『ウルトラマンコスモス2 THE BLUE PLANET』（2002年／水中撮影監督）
- 『うさぎのもちつき』（2003年／監督）
- 『うさぎのもちつき2』（2004年／監督）
- 『わたぬき』（2004年／脚色・監督）
- 『貌－【かお】－』（2006年／脚色・監督）
- 『龍が如く 劇場版』（2006年／メイキング）
- 『首都圏からやや外れた海岸物語〜早春、少女と地引き網』（2009年／監督）
- 『海系男子 in BALI』（2012年／水中撮影・撮影・監督）
- 『山田さんのタイムカプセル』（2013年／脚色・撮影・編集・監督）
- 『てまえみそ』（2015年／撮影・編集・監督）
- 『ピカゼロ』（2016年／脚色・撮影・編集・監督）
- 『HE-LOW』（2018年／メイキング）
- 『劇場版 ウルトラマンタイガ ニュージェネクライマックス』（2020年／監督・特技監督）[3]
- 『SUNFLOWER映像版』（2020年／撮影・編集・監督）
- 『Lien』(2020年／撮影・編集・監督)
- 『最初で最後の「またね」のキス』映像版（2022年／撮影・編集・監督／SF特撮映画セレクトAWARD2021受賞）
- 『エンジェルシンク333 Season1 劇場版』（2023年／プロデュース・脚本・撮影・編集・監督）
- 『エンジェルシンク333 Season2 劇場版』（2024年／プロデュース・原案・編集・監督）
- 『Qの記憶』（2025年／プロデュース・脚本・編集・監督）

### テレビ
- TBS 『はいすくーる落書2』（1990年／監督デビュー作）
- TX 『映画みたいな恋したい』（1991年／監督）
- CX 『世にも奇妙な物語』（1992年／原案・監督）
- EX 『Jリーグ A GOGO!!』（1993年／ディレクター）
- NHK-BS 『インタラクティブサスペンス東京殺人旅行』（1994年／脚本・監督）
- EX 『快楽通信』（1995年／ディレクター）
- NHK-BS 『仮想空間Σ・超時空アドベンチャー』（1995年／構成・ディレクター）
- EX 『完全特捜宣言!あなたに逢いたい!』（1996年／出演・撮影・ディレクター）
- EX 『ビートたけしのTVタックル』（1997年／ディレクター）
- 朝日NS 『Video Eye』（1997年／撮影・構成・ディレクター）
- EX 『せつない』（1998年／監督）
- NTV 『奇跡の人』（1998年／水中撮影コーディネーター）
- TBS 『ウルトラマンガイア』（1998年／監督）全51話中2話演出
- EX 『あぶない放課後』（1999年／監督）
- NTV 『20歳のエンゲージ』（1999年／監督）
- TX 『ブースカ!ブースカ!!』（1999年／監督）
- EX 『緊急調査報告〜「つぐみへ」〜』（2000年／プロデュース・構成・撮影・ディレクター）
- EX 『爆笑問題のおバカな人々』（2000年／脚色・監督）
- EX 『潜入捜査報告〜「スタイル!」〜』（2000年／プロデュース・出演・構成・撮影・ディレクター）
- TBS 『ウルトラマンコスモス』（2001年／監督）全65話中12話演出
- NTV 『ナイトホスピタル〜病気は眠らない〜』（2002年／監督）
- TVK 『ドゥニチラブ』（2003年／監督）
- TVK 『19borders』（2004年／監督）
- TX 『超星艦隊セイザーX』（2005年／監督）全37話中14話演出
- EX 『米倉史上最悪の事件簿・「わるいやつら」SP』（2006年／出演・構成・撮影・ディレクター）
- BS-TBS 『うさぎがもちつき』（2007年／監督）
- MX 『風魔の小次郎』（2007年／脚本・監督）
- MX 『RHプラス』（2008年／監督）
- MX 『東京ゴーストトリップ』（2008年／監督）
- BS-TBS 『精霊少女隊』（2008年／プロデュース・脚本・監督）
- TBSワンセグ 『ナイト☆マーケット』（2009年／脚本・監督）
- TX 『俺たちは天使だ! NO ANGEL NO LUCK』（2009年／脚本・監督）
- NHKworld 『Last Artisans』（2010年／構成・撮影・ディレクター）
- NHKworld 『Last Artisans 2』（2011年／プロデュース・構成・撮影・ディレクター）
- NHKworld/BS1 『journeys in japan』（2011年／プロデュース・構成・ディレクター）
- NHKworld 『Last Artisans 3』（2011年／プロデュース・構成・撮影・ディレクター）
- NHKworld 『ART TIME-TRAVELLER』（2014年／プロデュース・構成・ディレクター）
- NHKworld 『Real Samurai』（2014年／プロデュース・撮影）
- TX『ウルトラマンオーブ』（2016年／7・8・16・17・22・23話 監督）
- TX『ウルトラマンジード』（2017年／5・6・14・15話 監督）
- CX『27時間テレビ にほんのれきし』あなたの歩き方～勝海舟編（2017年／ドラマパート演出）
- TX『ウルトラマンR/B』（2018年／6・7・14・15・22・23話 監督）
- TX『ウルトラマンタイガ』（2019年／1・2・3・14・15・24・25最終話 メイン監督）
- TX『ウルトラマンオメガ』（2025年／シリーズ監督）

### 配信・Webドラマ・ラジオ
- 『負け犬結婚相談所』（2005年／脚色・監督）
- 在宅リモートドラマ『すかいぷん』（2020年3月／監督）
- 外出自粛企画ヴォイスドラマ『ナヒレ決議』皐月彩 作 （2020年／CV出演）
- アートにエールを！『2020年のあなたへ』（2020年7月／プロデュース・脚本・監督・編集）
- 演劇型配信SFドラマ『Angel Sync 333』Season1（2021年12月／プロデュース・脚本・撮影・編集・監督）
- 演劇型配信SFドラマ『Angel Sync 333』Season2（2023年4月／プロデュース・原案・録音・編集・監督）
- 幕末時代劇『四志』（2023年／撮影・編集）
- ネットシネマ・ゴールデンエッグプロジェクト14th『面接』『降板』『海獣』（2024年4月／脚本・撮影・録音・編集・監督）
- 鳥越アズーリFM『居酒屋赤星』レギュラー出演（2024年4月～毎月第3日曜21時～21時50分）

### 舞台・LIVE
- しがらみ屋台『人間の頂上』（2004年／しもきた空間リバティ／プロデュース・原案・演出）
- 難民キャンプ『リングの中心で愛を叫ぶ』（2006年／沼津／プロデュース・作・演出）
- オフィスチャーププロデュース『三転倒立！』（2010年／ザムザ阿佐ヶ谷／作・演出）
- 劇団ACファクトリー公演DVD（2010年～2022年／新宿シアターサンモール／撮影）
- 『イシノマキにいた時間』映像版（2012年／撮影・編集）
- 三味線奏者山影匡瑠×写真家川口英克コラボLIVE『根色。』（2012年／空間演出・撮影・編集）
- FREE(S) STAGE×12 vol.2『ドキュメン？』（2013年5月／赤坂／脚色・演出）
- FREE(S)『マルナゲドン』（2015年7月／下北沢B1劇場／脚本・演出）
- FREE(S)『新春マルナゲドンまつり』（2016年1月／下北沢シアター711／構成・演出）
- FREE(S)『マルナゲドン ザ・デイ・アフター』（2016年1月／下北沢シアター711／脚本・撮影・編集・構成・演出）
- FREE(S)『SHINSENGUMI -episode-ABULANOKOUJI-』（2016年6月／恵比寿エコー劇場／脚色・撮影・編集・演出）
- Manhattan96 presents『 stay home 一人芝居 at Theatre 』（2020年8月／高円寺K'sスタジオ／演出・音響）
- 上記『stay home 一人芝居 at Theatre』ディレクターズカット映像保存版（2020年10月発売／撮影・編集）
- Algiid2020特別映像公演『サンタの国からの手紙』（2020年12月／映像版監督・撮影・編集）
- スズキプロジェクト・バージョンファイブ『ジャレジョV』（2021年1月／マルチカムライブ配信・撮影・編集）
- Algiid2021チャリティー公演『紫苑』（2021年3月11日／マルチカムライブ配信）
- ピーズラボ  ジャングルジャングル3.4.5.6.7.８ （2021年6月～2023年7月／出演・MC）
- 『ウルトラマンコスモスナイト～20th Anniversary 君にできるなにか～』（2021年8月27日／池袋サンシャイン／演出）
- クラゲフェスティバル しがらみ屋台『最初で最後の「またね」のキス』（2021年10月／中野HOPE／演出・マルチカムライブ配信）
- ボイシネウォーク『よろずや探偵BOSS』築地編イベント（2021年11月／築地場外市場／マルチカムライブ配信）
- みょんふぁ一人芝居『母 My Mother』 (2021年12月／撮影・編集)
- 前田麻里『夢を作る家』（2022年8月／撮影・編集）
- ぶたのちょきんばこ 全公演DVD（2021年～2024年／撮影・編集）
- SHEROSE公演『ゾンビないと』『きゅー願』配信映像（2023年／撮影・編集）
- SHEROSEフェスvol.1（2024年／出演）
- SHEROES公演『婚サバ迷ミチ』配信映像（2024年／撮影・編集）

### Music Video
- 兵庫ケンイチ『小さな道の強い花』（2012年／ドラマパート主演）
- 藤田大吾『愛のメロディー』（2014年／演出・撮影・編集）

### PV
- 『The four seasons 四季』アクロバットパフォーマーSublimit PV（2015年／撮影・編集）
- 『アリオ鷲宮大道芸グランプリ』PV（2015年～2016年／編集）
- 『下北沢ReadingCafeピカイチ』紹介PV（2021年／構成・撮影・編集）
- 『下北沢ReadingCafeピカイチ』紹介PV２（2022年／構成・撮影・編集）

### CR映像
- 『ぱちんこウルトラバトル烈伝 戦えゼロ！若き最強戦士』（2015年／実写パート監督・特技監督）
- 『ぱちんこウルトラセブン2』（2018年／実写パート監督・特技監督）

### 企業VP
- 池田理化 2006年就職説明会デモ
- BOSE オーディオパイロット試乗デモ（マツダ・CX-7、マツダ・MPV編）
- 日本ヒューレット・パッカード クライアントメッセージ2009
- ソニーXDCAM アーカイブシステム
- トステム WebCM
- AFLOAT Hotel Amenity PV
- LIXIL 安全教育授業プログラムドラマ 『超能力少女☆アイ』（2016年）
- LIXIL 安全教育授業プログラムドラマ 『超能力少女☆アイ２』（2017年）

（公益社団法人 消費者教育支援センター主催 消費者教育教材資料表彰 優秀賞受賞）

### 講師
- 日本映画学校 映画実習指導監督（2004年〜2006年）
- 和歌山大学 映像製作ワークショップ講師（2009年〜2010年）
- オフィスチャープ 俳優ワークショップ講師（2009年〜2013年）
- フレッシュハーツ 俳優ワークショップ講師（2003年〜2023年）
- 東京アナウンス学院 映像演技レッスン講師（2015年～2018年）
- 松竹エンタテインメント 演技レッスン講師（2017年～2018年）
- Acvie 映像演技レッスン講師（2015年〜2016年）
- ジャスティスジャパンエンターテインメント 俳優ワークショップ講師（2020年）
- ゴールデンエッグプロジェクト ACT指導講師（2020年～2025年）
- ピカイチ 演技ワークショップ主催・講師（2015年～2025年）
- FREE（S）映像ACTワークショップ講師（2020年～2021年）
- 大正大学 表現学部 表現文化学科 放送・映像表現コース 特別講師（2021年）
- オンリーユー 俳優ワークショップ講師（2022年）
- アニメイト（アルディ）声優ワークショップ講師（2023年〜2024年）
- ゴールデンエッグプロジェクトWEST in神戸 ACT指導講師（2024～2025年）

### 審査員
- アリオ川口大道芸グランプリ 審査員（2009年〜2011年）
- アリオ鷲宮大道芸グランプリ 審査員（2013年）
- 日本映画監督協会 新人監督賞選考委員（2020年）
- ネットシネマ・ゴールデンエッグ 審査員（2021年〜2025年）
- ミスオリエンタル日本大会 審査員 （2022年／2023年）
- 黄金のコメディフェスティバル 審査員（2022年）
- ハピモンアワード 審査員長（2023～2024年）